# Coca Gómez
Carolina "Coca" Gómez Riquelme (Londres, 1975) es una guionista, productora y directora chilena de origen británico.

## Primeros años
Sus padres,  el empresario Alfonso Gómez y Nancy Riquelme se separaron cuando ella tenía sólo seis años. Estudió en el Saint George's College, donde fue compañera de curso de Sebastián Arrau, junto a quien crea su primera telenovela, Cerro Alegre. Estudió Filosofía en la Pontificia Universidad Católica de Chile, para luego dedicarse a la escritura de teleseries, series y al cine.

## Vida artística
En 1999 recibe junto a su amigo y compañero de colegio Sebastián Arrau el premio APES de la Asociación de Periodistas de Espectáculo de Chile al mejor guion televisivo por Cerro Alegre. En 2003 crea y escribe con Arrau y Pablo Illanes la telenovela Machos que se convierte en fenómeno de audiencia que traspasa las fronteras de su país. La historia de la familia Mercader se vende a más de 18 países con una versión en México. 
En 2005 gana junto a Boris Quercia el premio Altazor al mejor guion televisivo por Geografía del deseo, serie basada en la novela Atlas de Geografía Humana de la española Almudena Grandes, transmitida por TVN.
En 2006 asume la tarea de fundar el área dramática de Chilevisión con Vivir con 10 (2007), historia destacada por la crítica que desarrolla a través de Parábola Producciones, empresa dedicada a la creación y desarrollo de guiones y contenidos de ficción. 
En 2007 estrenó su primera película, la comedia Normal con Alas, nominada en la categoría de Mejor Ópera Prima en el Festival del Nuevo Cine Latinoamericano de La Habana. En 2007 Gómez gana el premio Jean Renoir por el guion del largometraje Todas íbamos a ser reinas.
Mala conducta (2008), la segunda historia que escribe para Chilevisión, tiene amplia acogida en el público juvenil y se extiende de 100 a 180 episodios. En 2009 comienza a crear la primera telenovela nocturna de la estación, Mujeres de lujo, que se estrena en enero de 2010 y se convierte en la serie más exitosa de CHV hasta el día de hoy. La historia sobre un grupo de prostitutas de clase alta es comercializada a Puerto Rico, Uruguay, México y Estados Unidos. 
En 2011, Gómez crea y desarrolla junto a su equipo el guion de la nueva nocturna Infiltradas. La historia de un escuadrón de mujeres policías combatiendo el crimen organizado en Santiago de Chile, suscita polémica y se convierte en la tercera teleserie nocturna más vista de la estación. Su episodio final hace historia, mostrando por primera vez en el país una boda gay, protagonizada por dos de sus personajes femeninos.
En 2012 Coca Gómez fue reclutada por Telemundo, para adaptar junto a Sebastián Arrau la telenovela Cerro Alegre al público estadounidense de habla hispana. Alcanzando una alta sintonía en su debut, con el nombre de La impostora. Ese mismo año es reclutada por el gigante mexicano Televisa, para desarrollar una historia original para el horario prime.
Gómez es la fundadora y Directora Ejecutiva de Parábola guiones y contenidos, empresa con sede en Santiago de Chile que desarrolla contenido de ficción para televisión e internet para Latinoamérica y el mercado hispano en Estados Unidos.
En 2015 crea y desarrolla la Webserie Más que un club para TVN Chile y Movistar.
Entre 2015 es reclutada por el productor mexicano Salvador Mejía para trabajar en el desarrollo de formatos originales para Televisa, donde permanece hasta 2020 representada por la agente Maggie Turnbull del Vander.
En 2019 publica su primera colaboración literaria en el libro "Malos Tratos", de editorial SM, preparado su primera novela infantil con la misma casa editorial.
En 2020 inicia una alianza con Esperanza Garay y su compañía basada en Miami Mega Global Entertainment para la representación y distribución de sus obras y trabajo.
En 2021 retoma su vínculo con Telemundo para el desarrollo de nuevos formatos de ficción, abriendo una sede de su compañía Parábola en Miami, EE. UU.

## Vida personal
Gómez es hija del académico y empresario tecnológico chileno Alfonso Gómez. 
Tuvo su primera hija con el productor y director de cine Sebastian Freund llamada Sofia. Actualmente está casada con el abogado chileno, agente de jugadores y empresario del fútbol Cristián Ogalde con el que tuvo su segunda hija. 
Vive en Santiago de Chile y tiene una segunda residencia y sede de su compañía en Miami, EE. UU.

#### Premios y nominaciones
- Ganadora Premio APES Chile Mejor guion original (1999), por telenovela Cerro Alegre, cone escrita con Sebastián Arrau .
- Ganadora Premio Altazor Chile Mejor guion adaptado (2005), por serie Geografía del Deseo, adaptación de la novela de Almudena Grandes .
- Ganadora Premio Jean Renoir, Francia Mejor guion (2008), por película Todas Íbamos a ser Reinas de Marialy Rivas.
- Nominada Premio Altazor Chile Mejor guion original (2003), por telenovela Machos, con escrita con Sebastián Arrau y Pablo Illanes.
- Nominación Premio Emmy InternacionalMejor serie dramática (2003), por telenovela Machos, con escrita con Sebastián Arrau y Pablo Illanes.

- Ganadora Premio Best Old Georgian (2017), destacando su labor en obras sociales y humanitarias de la Old Georgian's association del Saint George's College. www.oldgeorgians.cl

## Obras

### Cine

#### Películas dirigidas
- Normal con alas (2007).

### Películas escritas
- Lautaro, la flecha delgada (2005).
- Normal con Alas (2007).
- Todas íbamos a ser reinas (2008).
- Dulce Familia (2020).

### Teleseries escritas
| Año  | Trabajo          | Función                          | Emisora          |
| ---- | ---------------- | -------------------------------- | ---------------- |
| 1999 | Cerro Alegre     | autora principal y jefa de guion | Canal 13 (Chile) |
| 2001 | Piel Canela      | autora principal                 | Canal 13 (Chile) |
| 2002 | Buen Partido     | adaptadora y guionista           | Canal 13 (Chile) |
| 2003 | Machos           | autora principal y guionista     | Canal 13 (Chile) |
| 2004 | Hippie           | supervisora de texto             | Canal 13 (Chile) |
| 2007 | Vivir con 10     | autora principal y jefa de guion | Chilevisión      |
| 2008 | Mala Conducta    | autora principal y jefa de guion | Chilevisión      |
| 2010 | Mujeres de lujo  | autora principal y jefa de guion | Chilevisión      |
| 2011 | Infiltradas      | autora principal y jefa de guion | Chilevisión      |
| 2012 | La Sexóloga      | autora principal y jefa de guion | Chilevisión      |
| 2014 | La impostora     | autora principal y jefa de guion | Telemundo        |
| 2015 | Sabores del amor | autora principal y jefa de guion | Televisa         |

#### Nuevas versiones reescritas por otros
- Machos (TV Azteca, 2005) - Escrita por Gabriel Santos, Mauricio Somuano y Eric Vega.

### Series escritas
- Geografía del Deseo (2005), Televisión Nacional de Chile.
- Mujeres que matan 2006, Chilevisión.
- Glu-glú (2003), serie animada infantil, Canal 13.

### Obras publicadas
- Malos Tratos (2019), Antología de Editorial SM, con el cuento "Demonios Nocturnos".

### Series en desarrollo
- Nos Buscamos (2021), basada en el libro Nos Buscamos de Constanza Del Río, DDRio Producciones.
- Happy Jane 2021, based on the life and times of Jane Morgan, Created by Beth Morgan.
- Untilted Project (2021), súper serie de Telemundo para 2022